# Катамай Дмитро Теодорович
Дмитро́ Теодо́рович Катамай (* 28 вересня 1887, с.Ямниця, Тисменицький район Івано-Франківська область — † 2 квітня 1935, Відень, Австрія) — український військовик (підпоручник Легіону УСС), публіцист і редактор, громадський діяч. Автор проєкту стрілецького головного убору — так званої «мазепинки».

## Життєпис
Народився в селі Ямниця, Королівства Галичини і Володимирії в тогочасній Австро-Угорській імперії, на сьогодні Тисменицького району Івано-Франківської області.
До війни був генеральним писарем Січового союзу, головою Стрілецької секції при Січовому союзі, членом Головної управи Української радикальної партії. У серпні 1914 року як старшина запасу австрійського війська був переведений до Легіону УСС. В 1911—1914 редактор «Громадського Голосу».
У роки війни — секретар Бойової управи, командир станиці УСС у Відні. В жовтні 1918 року став членом Центрального Військового Комітету, який займався організацією Листопадового повстання.
У 1919 році в ранзі полковника бере участь в організації корпусу жандармерії УНР. Згодом переходить до міністерства пропаганди, де працює на посаді віце-директора департаменту.
З 1920 року на еміграції у Відні, працює в українській книгарні, бере участь у громадському житті української громади.
Помер 2 квітня 1935 року. Похований 8 квітня 1935 на Віденському центральному цвинтарі.